# Pattinaggio di figura ai Giochi della IV Olimpiade - Pattinaggio di figura femminile
La competizione del pattinaggio di figura femminile dei Giochi della IV Olimpiade si è svolta i giorni 28 e 29 ottobre 1908 allo Prince's Skating Club in Knightsbridge a Londra.

## Risultati
| Pos.    | Atleta                   | Nazione     | Piazzamenti | Punti Ordinali | Punti Totali |
| ------- | ------------------------ | ----------- | ----------- | -------------- | ------------ |
| Oro     | Madge Syers              | Regno Unito | 5 volte 1ª  | 5,0            | 1262,5       |
| Argento | Elsa Rendschmidt         | Germania    | 4 volte 2ª  | 11,0           | 1055,0       |
| Bronzo  | Dorothy Greenhough-Smith | Regno Unito | 4 volte 3ª  | 15,0           | 960,5        |
| 4       | Elna Montgomery          | Svezia      | 4 volte 4ª  | 21,0           | 851,5        |
| 5       | Gwendolyn Lycett         | Regno Unito | 5 volte 5ª  | 23,0           | 820,0        |